# Vizzolo Predabissi
Vizzolo Predabissi é uma comuna italiana da região da Lombardia, província de Milão, com cerca de 4020 habitantes. Estende-se por uma área de 5 km², tendo uma densidade populacional de 804 hab/km².
Faz fronteira com Colturano, Dresano, Casalmaiocco (LO), Melegnano, Cerro al Lambro, Sordio (LO), San Zenone al Lambro, e acha-se a 20 km a Sul de Milão e a 15 km ao Norte de Lodi.

## Demografia
| Variação demográfica do município entre 1861 e 2011                               |
|                                                                                   |
| Fonte: Istituto Nazionale di Statistica (ISTAT) - Elaboração gráfica da Wikipedia |